# شكشوك (ليبيا)
شكشوك هي إحدى القرى الليبية. تقع في غرب ليبيا في الجبل الغربي. يحدها من الجنوب جادو، ومن الغرب الجوش، ومن الشرق قصر الحاج، ومن الشمال سهل الجفارة.
تقطن بشكشوك اثنين قبائل رئيسية وهي  الشقران وهم أةل من سكن بها  و أولاد بدر بالإضافة الى بضع العائلات من قبيتلي زناتة و الربايعة  
من أهم معالمها التاريخية قرية الشقران القديمة ومقبرة الشقران  
تحتوي شكشوك على عدد مدرسة إعدادية و ثانويتين و مدرسة إبتدائية ويوجد بها مركز شكشوك الصحي. 
بالإضافة الى ملعب لكرة القدم و معهد الكهرباء تحتوي أيضاً على شركة الكهرباء التي تغذي أغلب مناطق الجبل الغربي بالتيار الكهربائي  
وكانت شكشوك قبلة لطلاب تخصص الجيولوجيا في الجامعات اللليبية بسبب طبيعتها الجبلية وتنوع الصخور بها  
قديماً كانت تعرف شكشوك بزراعتها لمختلف أنواع الحبوب والخضروات حيث كانت واحة خصباء وكانت تنتج الخضروات على مستوى الجبل الغربي   
وعرفت بتاريخها في الجهاد ومن أبرز شخصياتها الشهيرة المقاومة ضد العثمانيين هم غومة وسوف المحمودي من قبيلة محاميد الحوض 
كما كان حفيد المحمودي محمد سوف أحد الأعضاء المؤسسين للجمهورية الطرابلسية وايضا يوجد بيه معَلم تاريخي القصر الاحمر تابع لقبيلة الشقران    